# Karl Naumann (Politiker)
Karl Naumann (* 7. August 1905 in Lüttewitz, Landkreis Döbeln; † 18. Mai 1976 in Aerzen) war ein deutscher SS-Standartenführer zur Zeit des Nationalsozialismus und ein niedersächsischer Politiker (GB/BHE). Naumann war Mitglied des Niedersächsischen Landtages.

## Leben
Naumann stammte aus einer alten sächsischen Bauernfamilie. Er besuchte die Volksschule in Zschaitz und wechselte später an das Realgymnasium mit höherer Landwirtschaftsschule in Döbeln. Nach Abschluss seiner Ausbildung betätigte sich Naumann von 1922 bis 1923 als landwirtschaftlicher Gehilfe. Naumann übernahm 1924 den väterlichen Erbhof, da sein Vater als Offizier 1917 im Ersten Weltkrieg gefallen war. Von 1924 bis 1934 war er als ehrenamtlicher Bürgermeister seiner Heimatgemeinde tätig. Zwischen 1933 und 1939 wurde er Kreisbauernführer des Kreises Döbeln in Sachsen. 
Von 1923 bis 1928 gehörte Naumann dem Wehrwolf an. Naumann trat bereits zum 1. August 1928 der NSDAP bei (Mitgliedsnummer 97.210), für die er als Kreisamtsleiter tätig war; außerdem war er Träger des Goldenen Ehrenzeichens der NSDAP. Zudem wurde er im selben Jahr Mitglied der SA. Von der SA wechselte er im September 1936 zur SS (SS-Nr. 242.879). In der SS war Naumann hauptamtlich als SS-Rottenführer im Rasse- und Siedlungshauptamt der SS beschäftigt und stieg im November 1944 bis zum SS-Standartenführer auf. Naumann war auch Träger des Totenkopfringes. Bis 1939 war Naumann als Kreisbauernführer Repräsentant des Reichsnährstandes im Kreis Döbeln. Nach Beginn des Zweiten Weltkrieges wurde Naumann Abteilungsleiter für den Bereich Ernährung und Landwirtschaft in Warschau (wo er Anfang Dezember 1940 forderte, die Nahrungsmittelzuteilungen für das Warschauer Ghetto für den Monat zu streichen, um seine Bewohner zu zwingen, die
geschmuggelten Nahrungsmittel aufzubrauchen) und anschließend in Krakau. Von Juli 1941 bis zum Januar 1945 leitete er im Generalgouvernement das Hauptamt „Ernährung und Landwirtschaft“. In dieser Funktion referierte er im August 1942:
„Die Versorgung der bisher mit 1,5 Millionen Juden angenommenen Bevölkerungsmenge fällt weg, und zwar bis zu einer angenommenen Menge von 300 000 Juden, die noch im deutschen Interesse als Handwerker oder sonst wie arbeiten. Für diese sollen die jüdischen Rationssätze zuzüglich gewisser Sonderzuteilungen, die sich für die Aufrechterhaltung der Arbeitskraft als notwendig herausgestellt haben, beibehalten bleiben. Die anderen Juden, insgesamt 1,2 Millionen werden nicht mehr mit Lebensmitteln versorgt.“ (zitiert bei Glienke 2012, S. 77.)
Naumann geriet in sowjetische Kriegsgefangenschaft, aus der ihm die Flucht gelang. Durch die Bodenreform in der Sowjetischen Besatzungszone erfolgte die Enteignung des landwirtschaftlichen Betriebes und die Vertreibung der Familie. Naumann flüchtete nach Niedersachsen und war dort von 1946 bis 1950 als Landarbeiter tätig. 
1950 war er an der Gründung des BHE beteiligt und wurde Kreisvorsitzender in Holzminden. Zugleich war er Kreisvorsitzender des Bundes vertriebener Deutscher. Naumann übernahm 1957 den Vorsitz beim Bund der Kinderreichen in Deutschland. Er war zudem Agrarreferent für das aus der Sowjetzone geflüchtete Landvolk in Bonn. 
Von 1952 bis 1956 war er Abgeordneter des Kreistages und Landrat des Kreises Holzminden. Ferner wurde er zum Mitglied des Niedersächsischen Landtages in der dritten und vierten Wahlperiode vom 6. Mai 1955 bis 5. Mai 1963 gewählt.
1965 bis 1969 ermittelte die Staatsanwaltschaft Hildesheim wegen Verdachts auf Verübung von Verbrechen gegen die Menschlichkeit gegen Naumann. Ihm wurde vorgeworfen, den nicht im Arbeitseinsatz befindlichen Juden im Generalgouvernement keine Lebensmittel zugeteilt und damit ihr Verhungern verursacht zu haben. Aus Mangel an Beweisen wurde das Verfahren 1969 eingestellt.